# Valdastillas
Valdastillas – gmina w Hiszpanii, w prowincji Cáceres, w Estramadurze, o powierzchni 8,1 km². W 2011 roku gmina liczyła 361 mieszkańców.